# Naturschutzgebiet Ehmkendorfer Moor
Koordinaten: 54° 4′ 24″ N, 12° 32′ 56″ O
Das Naturschutzgebiet Ehmkendorfer Moor ist ein 38 Hektar umfassendes Naturschutzgebiet im Recknitztal in Mecklenburg-Vorpommern sieben Kilometer nordöstlich von Tessin. Der namensgebende Ort Ehmkendorf befindet sich unweit nördlich.
Die rechtliche Festsetzung erfolgte am 28. September 1990. Der Gebietszustand wird aufgrund des gestörten Wasserhaushalts als befriedigend eingestuft.
Eine Zusammenlegung der bisherigen Naturschutzgebiete Maibachtal, Teufelssee bei Thelkow, Ehmkendorfer Moor, Gramstorfer Berge und Recknitzwiesen (teilweise) zum neu auszuweisenden Naturschutzgebiet Lieper Holz ist in Planung.